# Flinders-Chase-Nationalpark
Der Flinders-Chase-Nationalpark ist ein Nationalpark in Südaustralien auf der Känguru-Insel südlich von Adelaide. Der Park hat eine Größe von 326 km² und verteilt sich auf die drei Gebiete Cape du Couedic und Rocky River, Gosse Lands und den Cape Borda Leuchtturm im Westen der Insel. Gegründet wurde der Park im Jahr 1919. Die nächstgelegene Stadt ist Kingscote, etwa 110 km entfernt.
Die Hauptattraktionen des Parks sind die bizarren Felsen der Remarkable Rocks, die Kolonien von Seebären am Admirals Arch, sowie der Leuchtturm am Cape Borda aus dem Jahr 1858. Weiterhin kommen zahlreiche Kängurus und Koalas im Park vor.

## Tierwelt
An den Küsten des Parks kommen Neuseeländische Seebären, Australische Seebären und Australische Seelöwen vor. Auffällige Landsäugetiere sind Kängurus, die durch zwei Arten repräsentiert sind. Zum einen durch eine besondere Inselunterart des Westlichen Grauen Riesenkängurus und zum anderen durch das Derbywallaby. Eine rein endemische Landsäugetierart der Insel, die nirgendwo sonst vorkommt, ist die Känguru-Insel-Schmalfußbeutelmaus. An weiteren Säugetieren kommen Koalas, Schnabeltiere, Ringbeutler, Fuchskusus, Kleine Kurznasenbeutler (Isodon oesulus obesulus), Tasmanische Schlafbeutler, Dünnschwanz-Schlafbeutler, Sumpfratten (Rattus lutreolus), außerdem eine Unterart der Australischen Buschratte (Rattus fuscipes greyi) sowie eine besondere Insel-Unterart des Kurzschnabeligels vor. Darüber hinaus leben acht Fledermausarten im Park.
Die Koalas, Schnabeltiere und Ringbeutler wurden vom Australischen Festland eingeführt. Die Zahl der Koalas hat in den letzten Jahren so stark zugenommen, dass viele Eukalyptuswälder stark geschädigt wurden. Die Nationalparkverwaltung versucht mit Sterilisierungsprogrammen der Lage Herr zu werden. Im Nationalpark kommen zusätzlich einige Arten vor, die nicht zur ursprünglichen australischen Fauna gehören. Dies sind Ziegen, Damhirsche, Schweine, Hauskatzen, Hausratten und Hausmäuse. 
Der Känguru-Insel-Emu war einst auf der Insel endemisch, ist aber im 19. Jahrhundert ausgestorben.
Reptilien sind durch Rosenbergs Waran, Zwergkupferkopf, Schwarze Tigerotter, Streifenflossenfuß, verschiedene Skinke, Geckos und eine Agame (Ctenophorus decresii) vertreten. Sechs Froscharten sind im Park zu Hause. An den Küsten kommt die Lederschildkröte vor.

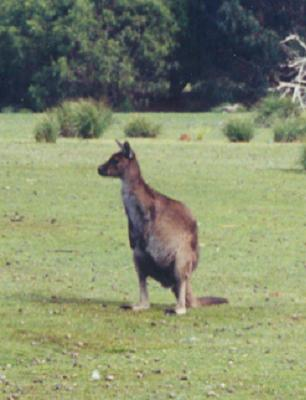
Känguru-Insel-Känguru, eine Unterart des Westlichen Grauen Riesenkängurus
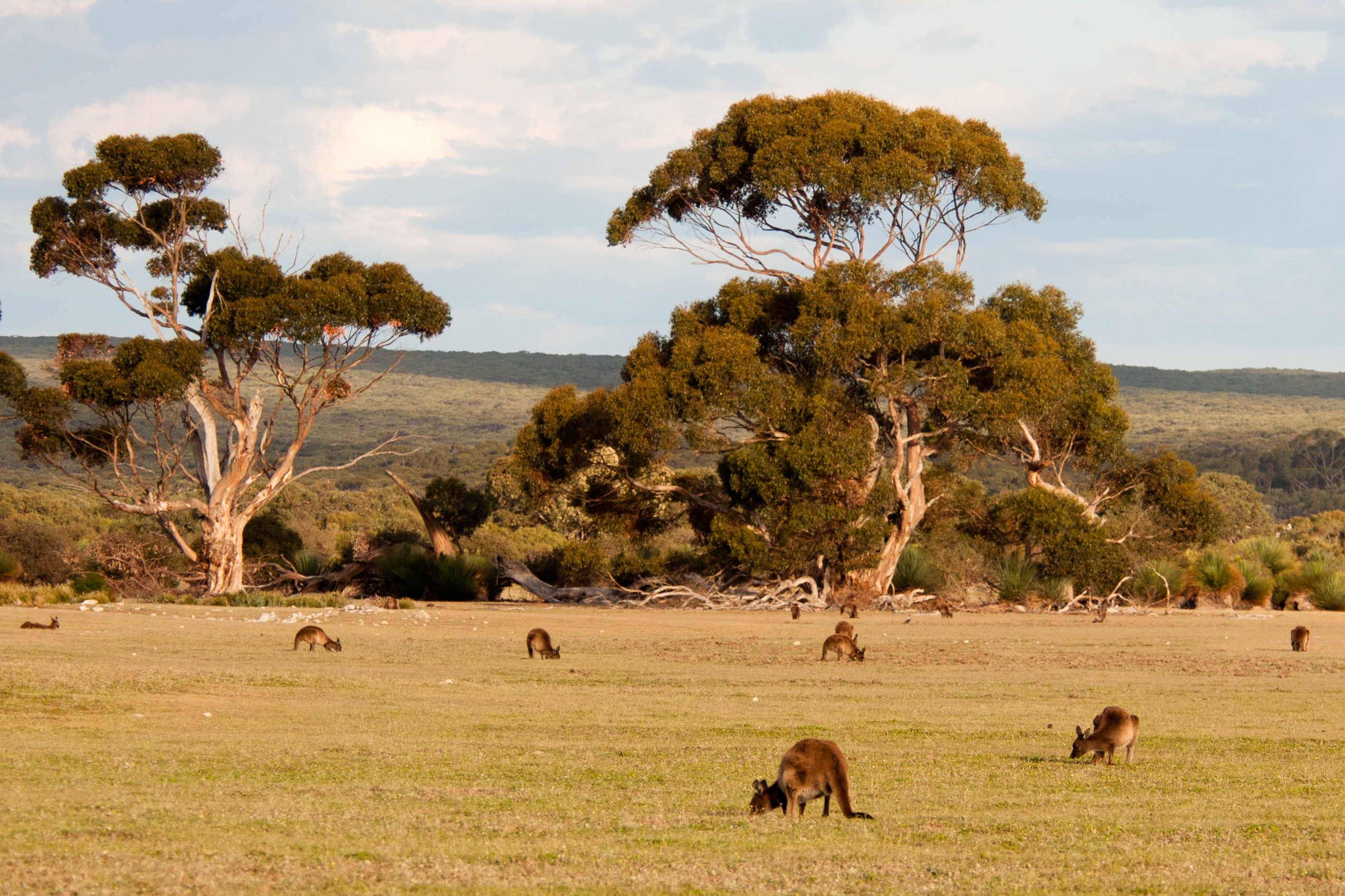
Kängurus nahe Karatta
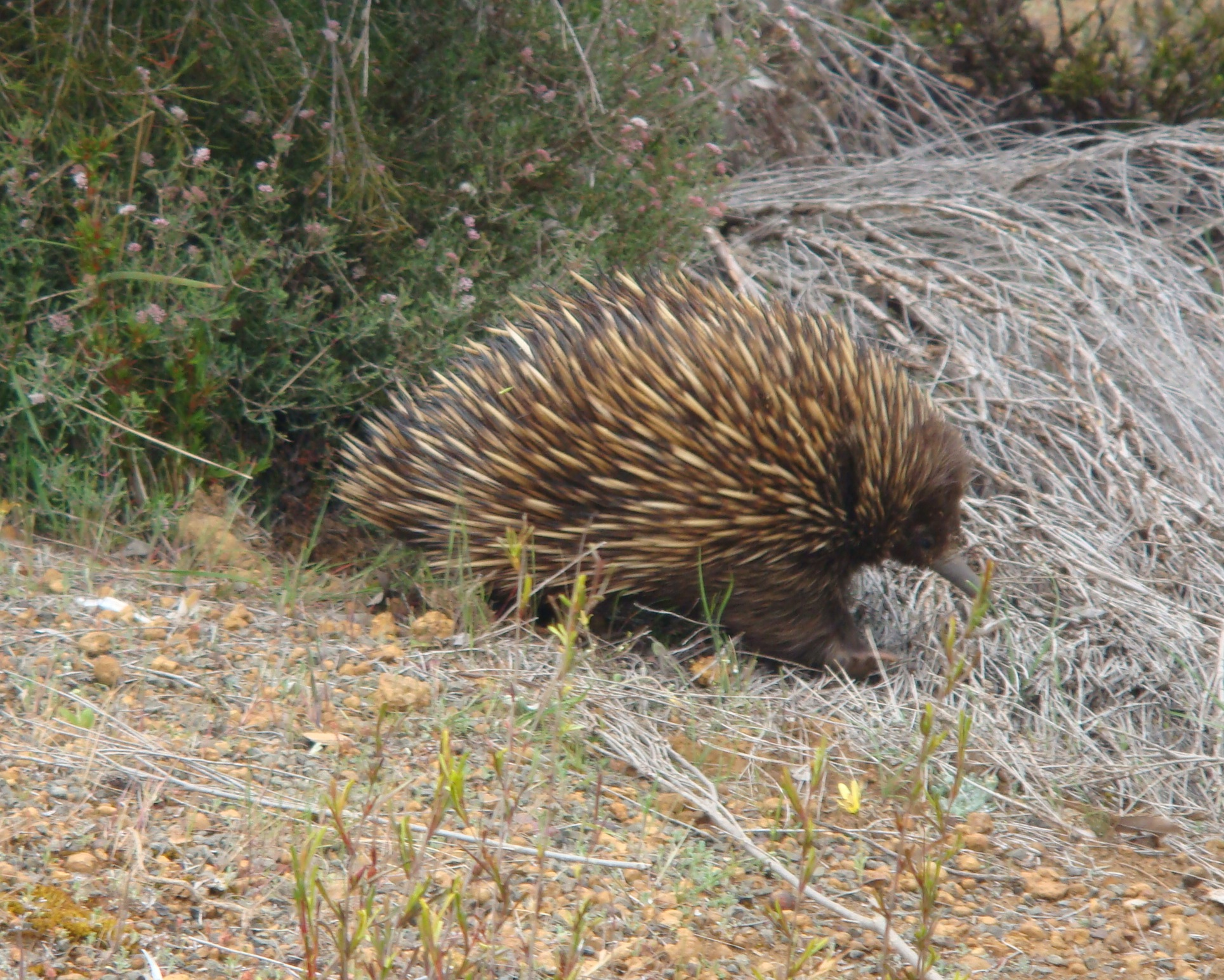
Kurzschnabeligel
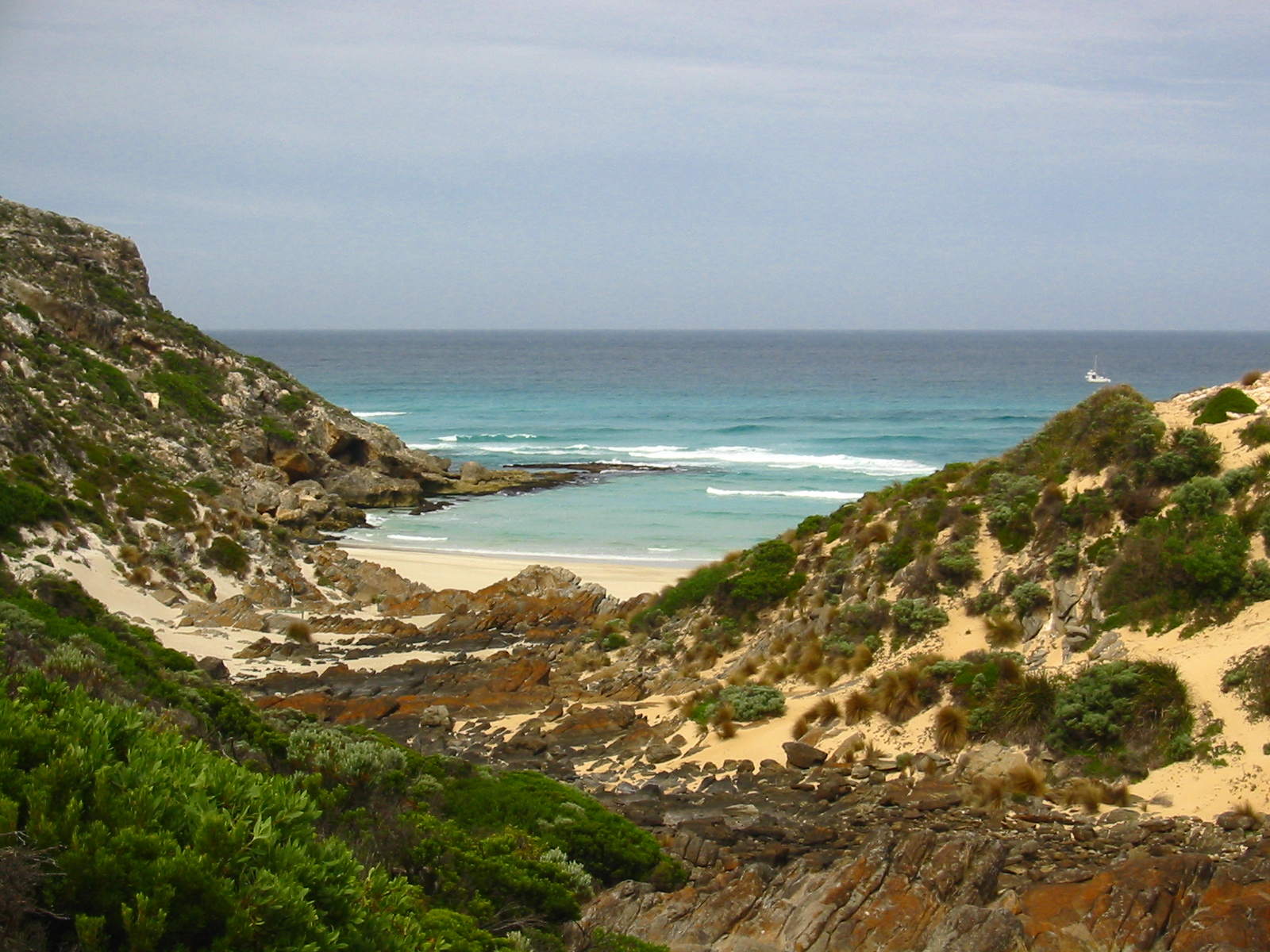
Landschaft an der Küste
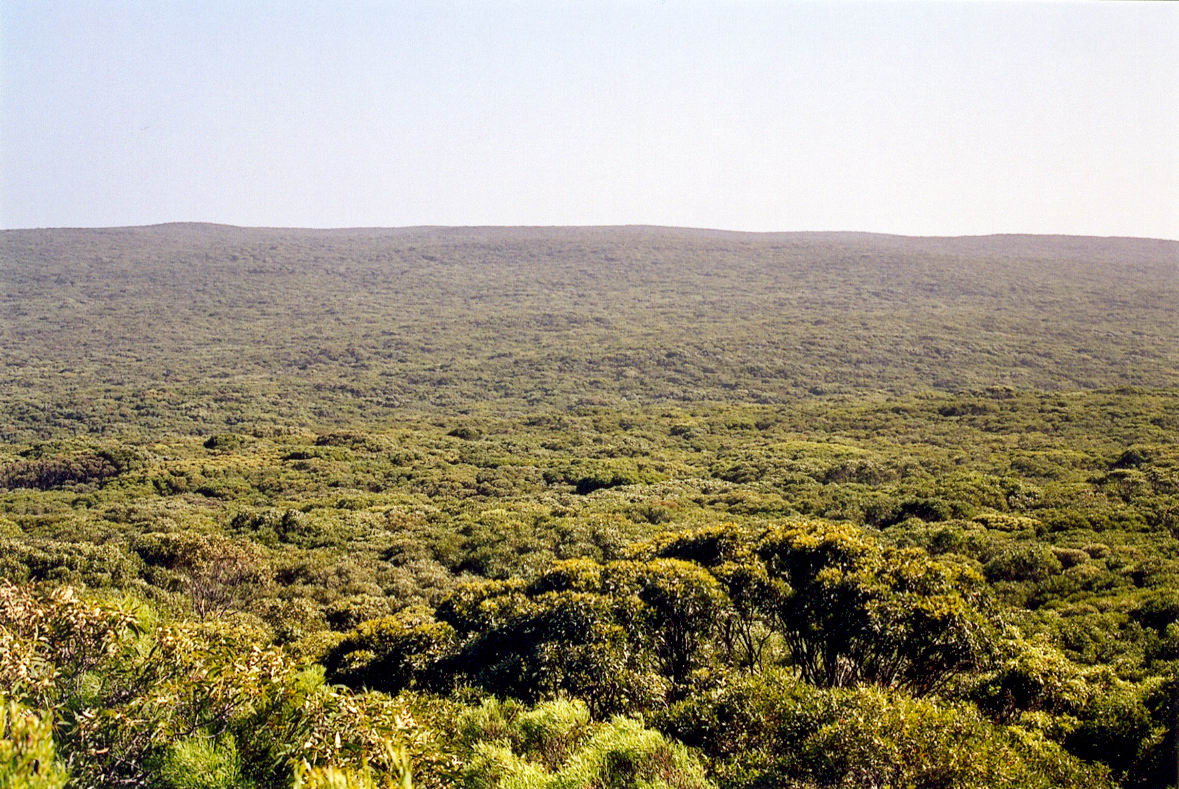
Buschland im Nationalpark

## Buschfeuer
Am 6. Dezember 2007 entzündeten Blitze ein Buschfeuer, bei dem 19.542 ha Busch im Nationalpark verbrannten. Dies entspricht 60 % der Gesamtfläche.
Noch größere Feuer wüteten über den Jahreswechsel 2019/2020, die rund ein Viertel im Westen der Insel zerstörten. Die Buschfeuer haben auch den Flinders-Chase-Nationalpark weitgehend zerstört, darunter auch das Besucherzentrum. Dabei wurde auch ein Großteil der seltenen Wildtierwelt ein Opfer der Flammen.